# Vittorio Camardese
Vittorio Camardese (Potenza, 6 de julio de 1929-Potenza, 2 de julio de 2010) fue un guitarrista y médico italiano.

## Biografía
Después de asistir a la escuela secundaria clásica en Potenza, se mudó a Roma para realizar estudios universitarios. Graduado en medicina con especialidad en radiología, ejerció la profesión médica en el hospital San Filippo Neri y luego en el policlínico Umberto I.
Se formó musicalmente de manera autodidacta y no profesional. Hizo su primera aparición en televisión en la emisión Primo applauso en 1956 donde ganó el primer premio. En 1965 participó en el programa de televisión Chitarra amore mio, conducido por Arnoldo Foà y en 1970 en Speciale per voi, conducido por Renzo Arbore.
Frecuentaba los dos principales clubes de jazz romanos: el Music inn y el Folkstudio. En esos años asistió y tocó con muchas personalidades: Chet Baker, Tony Scott, Joe Venuti, Lelio Luttazzi, Romano Mussolini e Irio De Paula.
En 1978 conoció a su pareja a la que permanecerá ligado durante 18 años. Tenía un hijo de 3 años, Roberto Angelini, ahora cantautor, activo en la labor de potenciar el talento de Camardese. El mismo año participó en otro programa de Arbore: fue su última aparición en televisión. El carácter tímido y modesto y la demasiada presión ligada a estar en el aire lo convencieron de rechazar las invitaciones posteriores.
La actividad artística de Camardese está poco documentada y se conoce principalmente a través de su participación en la emisión Chitarra amore mio, emitida por Rai en 1965. El documento de vídeo es, sin embargo, significativo por la técnica de guitarra muy innovadora que desarrolló de forma independiente. En particular, es notable el uso de los dedos de la mano derecha que golpean las cuerdas en el mástil para generar notas y sonidos.
En realidad esta técnica, hoy conocida como tapping, ya había sido utilizada con anterioridad por otros instrumentistas, como el estadounidense Roy Smeck en los años treinta. Sin embargo, el uso original de Camardese ya se caracteriza por algunos elementos que una década después habrían decretado su fortuna en el pop, el rock y la fusión. Entre estos se encuentra el mayor virtuosismo, no sólo en la fase de velocidad ejecutiva, sino también en la capacidad de recrear auditivamente la sensación de un conjunto instrumental (contrabajo, guitarra de acompañamiento y percusión), todo ello sobre un sistema armónico predominantemente jazzístico.